# Świętno (Kiwity)
Świętno (deutsch Frauenwalde) war ein Ort in der polnischen Woiwodschaft Ermland-Masuren. Seine Ortsstelle befindet sich im Gebiet der Gmina Kiwity (Landgemeinde Kiwitten) im Powiat Lidzbarski (Kreis Heilsberg).

## Geographische Lage
Die Ortsstelle von Świętno liegt im nördlichen Westen der Woiwodschaft Ermland-Masuren, zwölf Kilometer südöstlich der Kreisstadt Lidzbark Warmiński (Heilsberg).

## Geschichte
Das zunächst Schwent, dann Jahrzehnte später Frauenwalde genannte Gutsdorf wurde 1874 als eigenständiger Gutsbezirk in den neu errichteten Amtsbezirk Siegfriedswalde (polnisch Żegoty) eingegliedert. Dieser gehörte zum ostpreußischen Kreis Heilsberg im Regierungsbezirk Königsberg. Im Jahre 1910 zählte Frauenwalde sieben Einwohner.
Am 30. September 1928 verlor das Gutsdorf seine Eigenständigkeit, als es in den Nachbarort Tollnigk (polnisch Tolniki Wielkie) eingemeindet wurde.
Als 1945 das gesamte südliche Ostpreußen in Kriegsfolge an Polen fiel, erhielt Frauenwalde die polnische Namensform „Świętno“. Heute wird der Ort offiziell nicht mehr erwähnt. Vielleicht ist er in Tolniki Wielkie aufgegangen. Er gibt heute jedenfalls als untergegangen. Seine Ortsstelle gehört zur Gmina Kiwity (Landgemeinde Kiwitten) im Powiat Lidzbarski (Kreis Heilsberg), von 1975 bis 1998 der Woiwodschaft Olsztyn, seither der Woiwodschaft Ermland-Masuren zugehörig.

## Religion
Vor 1945 war Frauenwalde in die römisch-katholische Pfarrkirche Siegfriedswalde (Zegoty) im damaligen Bistum Ermland eingegliedert. Auch war das Dorf in die evangelische Kirche Heilsberg in der Kirchenprovinz Ostpreußen der Kirche der Altpreußischen Union eingepfarrt.

## Verkehr
Die kaum noch erkennbare Ortsstelle von Świętno resp. Frauenwalde ist von Tolniki Wielkie (Tollnigk) aus auf Landwegen zu erreichen. Tollnigk war einst die nächste Bahnstation von Frauenwalde. Sie lag an der Bahnstrecke (Niedersee–) Rothfließ–Heilsberg–Zinten (–Königsberg), die heute nicht mehr befahren wird.